# Metalizer
Metalizer – trzeci album studyjny wydany przez szwedzki zespół Sabaton 16 marca 2007 roku.

## Lista utworów
Opracowano na podstawie materiału źródłowego.
CD 1
| Nr  | Tytuł                                                    | Inspiracja                           | Czas |
| --- | -------------------------------------------------------- | ------------------------------------ | ---- |
| 1.  | "Hellrider"                                              |                                      | 3:42 |
| 2.  | "Thundergods"                                            |                                      | 3:48 |
| 3.  | "Metalizer"                                              |                                      | 4:07 |
| 4.  | "Shadows"                                                | Nazgûle z powieści Władca Pierścieni | 3:29 |
| 5.  | "Burn Your Crosses"                                      | Renesans                             | 5:09 |
| 6.  | "7734"                                                   |                                      | 3:42 |
| 7.  | "Endless Nights"                                         |                                      | 4:52 |
| 8.  | "Hail to the King"                                       |                                      | 3:39 |
| 9.  | "Thunderstorm"                                           |                                      | 3:09 |
| 10. | "Speeder"                                                |                                      | 3:46 |
| 11. | "Masters of the World"                                   |                                      | 4:02 |
| 12. | "Jawbreaker" (Special edition bonus; Judas Priest cover) |                                      | 3:23 |

Edycja Re-Armed (2010)
Na płycie, oprócz utworów z poprzedniego wydania, znalazły się również utwory bonusowe.
| Nr  | Tytuł                               | Czas |
| --- | ----------------------------------- | ---- |
| 13. | "Dream Destroyer"                   | 3:12 |
| 14. | "Panzer Battalion" (Demo Version)   | 5:02 |
| 15. | "Hellrider" (Live In Västeras 2006) | 4:26 |

CD 2Fist for Fight
| Nr  | Tytuł                   | Inspiracja | Czas |
| --- | ----------------------- | ---------- | ---- |
| 1.  | "Introduction"          |            | 0:56 |
| 2.  | "Hellrider"             |            | 3:48 |
| 3.  | "Endless Night"         |            | 4:50 |
| 4.  | "Metalizer"             |            | 4:26 |
| 5.  | "Burn Your Crosses"     |            | 5:23 |
| 6.  | "The Hammer Has Fallen" |            | 5:50 |
| 7.  | "Hail to the King"      |            | 4:09 |
| 8.  | "Shadows"               |            | 3:33 |
| 9.  | "Thunderstorm"          |            | 3:10 |
| 10. | "Master of the World"   |            | 4:01 |
| 11. | "Guten Nacht"           |            | 1:53 |
| 12. | "Birds of War"          |            | 4:53 |

## Twórcy
Opracowano na podstawie materiału źródłowego. 
| Zespół Sabaton w składzie - Joakim Brodén – wokal prowadzący, instrumenty klawiszowe - Rickard Sundén – gitara - Oskar Montelius – gitara - Pär Sundström – gitara basowa - Daniel Mullback – perkusja | Inni - Mattias Norén – oprawa graficzna - Heavy, Helene Sjöholm – zdjęcia - Henrik "Henke" Jonsson – mastering - Mats Brännlund – realizacja nagrań, miksowanie - Tommy Tägtgren – realizacja nagrań, miksowanie |

## Listy sprzedaży
| Lista             | Kraj    | Pozycja |
| ----------------- | ------- | ------- |
| Sverigetopplistan | Szwecja | 21      |